# 윤병일
윤병일(尹炳日, 漆原윤씨, 愛國志士 , 1873. 12. 12. ~ 1957. 8. 23.)

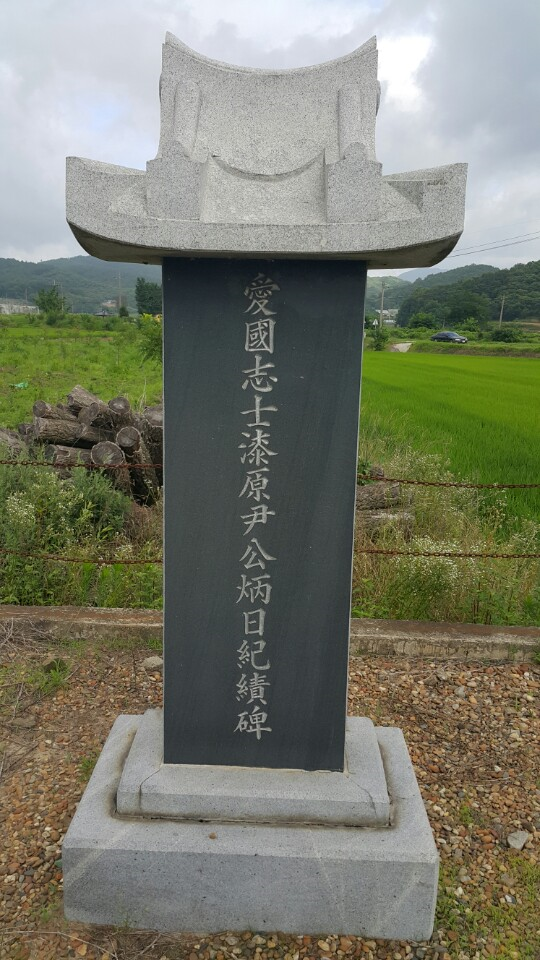
윤병일 비

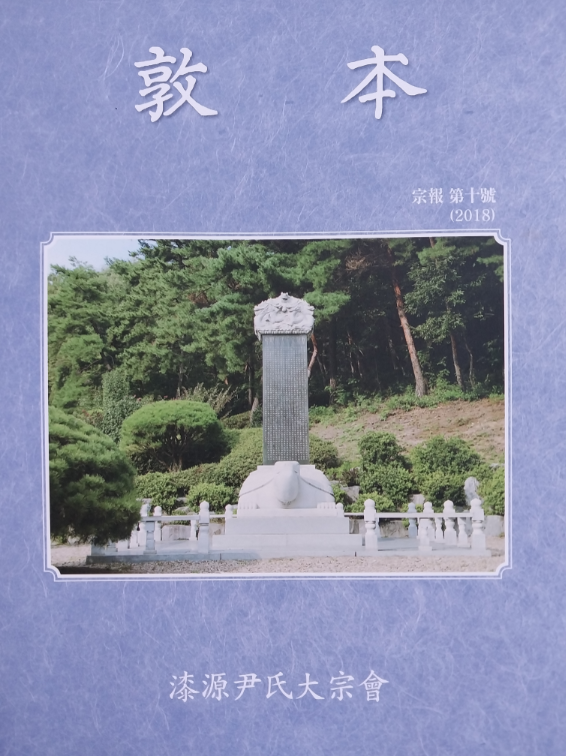
칠원윤씨 종보

정산 민란사건(세부토지 측량저지). 홍주의거 좌군관. 대한광복회 충남지부 설립주도 
강화 석모도에서 1년간의 유배. 향민 독립운동정신 함양
대한민국의 독립유공자로 1990년 8월 광복절에 건국공로훈장애족장이 추서되었다.
윤 지사(1873.12.12~1957.8.23)는 칠원윤씨 37세이며, (尹桓: 고려조 문하시중) 후손이다. 부친 증 통정대부 비서원승 소권(召權)과 모친 김해 숙부인 김해김씨 사이에서 태어났다.
출생  충남 청양군 목면 화양리
안장  대전현충원 독립유공자 묘역

입비  충남 청양군 목면 화양리 마을 어귀
찬撰  청양군수 이호종
건립  화강윤선생유공현창회장 이원강 수
건일 1991년 7월
원문 국한문혼용  
해문 향토사학자 윤경수
고 애국지사 칠원윤공의 휘는 병일(炳日)이요 자 장일(章日)이며 호 화강(華岡)이다
현조의 휘는 환(桓)이니 려말에 관 시중이며 시 충효공의 19세이다 고의 휘 소권이니 이 효행으로 증통정대부요 비 증숙부인 김해 김씨니 현풍의 여이다. 공은 서기 1873년 고종계유 12월 12일에 청양군 목면 화양리 오산동제에서 출생하였으며 특히 그 명철한 지혜와 빼어난 행의를 들면 애국사상과 항일 투지는 살신성인의 유공으로 현금까지 명성이 자자하다. 서기 1957년 정유 8월 23일에 별세하여 묘 오산동 후녹 병좌하다 아! 저 간악한 일본은 한반도 침략의 야망을 품고 1895년 을미사변을 일으켰다 이에 울분한 애국지사들은 의열의 기치를 들고 항일할 것을 다졌다. 공은 1904년 정산에서 일어난 세부토지 측량저지의 민란사건에 가담하였으니 이는 일본인이 세금과부의 행위라 하고 저지하였음은 항일의거의 첫 자취 이다 흉포한 일본은 다음 1905년에 을사조약을 맺아 국권을 강탈하니 때에 전임이조참판으로 정산 천장리에 낙향한 민종식이 동지를 모아 국권을 바로잡기 위하여 깃발을 높이 들 매 공은 그 휘하에 출진하여 좌군관으로 참전하니 이것이 1906년 고종병오 4월에 거사한 홍주 의거이다. 이때에 정산.청양.보령.홍산 등지에서 운집한 수 천 명의 의여로 홍주성을 점령하였다. 그러나 일본은 홍주성을 탈환하기 위하여 통감이등박문의 주차군사령부에 명령을 내려 그 맹격을 받아 패퇴하였다. 이에 공은 재기를 위하여 청양뉴치에서 사백여 명의 의병을 수습하여 의병장 민참판과 더불어 일대의거를 도모할 것을 절치부심 맹약하였으며 기후 1916년 병진에 논산군 연산에서 이용규와 이만식과 조종국제공과 거의를 모약하다가 일경에 피체되여 강화 석모도에서 1년간의 유배형을 받았다. 다음 1917년에 석방되어 향제에 살면서 출입을 삼가고 세연을 멀리하다가 쇠년에 조국광복의 영광을 맞이하였으니 그 기쁨을 어찌 다 형언하리요.
아! 공은 오직 자나 깨나 조국광복의 항심은 전 생애를 통하여 빼앗지 못할 입지요 성인을 위한 구국일념의 업적이라 하겠다. 이 훌륭한 의기와 영명은 공의 몰후에 청사와 구전으로 찬연하더니 급기야 국가보훈처의 상신으로 지난 1990년 8월 광복절에 대통령으로부터 건국공로훈장애족장을 추서하니 고장 사람들이 공의 평생의 업보라 하며 추송하였다. 
아! 공의 위적은 만인의 숭앙이요 천추에 규범이니 이를 밝힘은 공훈을 기리고 교화를 바르게 하고저 함이라 이에 공을 추모하는 인사 이영복과 우봉명과 이광선과 우형식과 복상교와 아울러 족인 용원과 종상과 종규와 종해와 창수와 홍수등의 현로로 이 비를 고리에 세워 후세에 모해케 하고자 하노라.
1991년 신미 7월
참고문헌)
칠원윤씨 돈본 제10호(2018. 윤경수)
청양군 목면지(2018.목면사무소)